# Paul Winchell
Paul Winchell (New York, 1922. december 21. – Los Angeles, Kalifornia, 2005. június 24.) amerikai színész, szinkronszínész, hasbeszélő. Népszerűsége az 1950-es és az 1960-as években volt a legnagyobb, 1965 és 1968 között  ő volt a gyermekeknek szóló Winchell-Mahoney Time televíziós show házigazdája. Amatőr feltalálóként is tevékenykedett, ő volt az első, aki mellüregbe ültethető, mechanikus  mesterséges szívet  épített  és szabadalmaztatott. Televíziós munkájáért csillagot kapott a hollywoodi Hírességek sétányán.

## Élete
Winchell Paul Wilchinsky néven született New York-ban, Solomon és Clara (Fuchs) Wilchinsky gyermekeként. Apja szabó, nagyszülei Lengyelországból és az Osztrák–Magyar Monarchiából származó zsidó bevándorlók voltak. Eredetileg orvosnak készült, de a gazdasági recesszió miatt nem tudta családja finanszírozni ez irányú terveit.

## A hasbeszélés
Winchell legismertebb bábui Jerry Mahoney és Bütyökfejű Smiff voltak. Az előbbit Frank Marshall chicagoi bábukészítő faragta. Később aztán az eredeti bábuk alapján hársfából másolatokat is készíttetett. Jerry Mahoney alakja egész tévés karrierje során elkísérte Winchellt. Bütyökfejű Smiffet csak később alakította ki, két Mahoney másolatból. Az  eredeti Marshall-féle alakot, valamint Bütyökfejű Smiff egyik másolatát a Smithsonian Intézetben őrzik.
Winchell először egy 1943-as rádióműsorban jelent meg hasbeszélőként Mahoney-val. A műsor rövid életű volt, mivel háttérbe szorította Edgar Bergen. Winchell egy Humpty Dumpty-hoz hasonló figurát is készített, Oswald néven.

## Szinkronmunka
Winchell a későbbiekben híres szinkronhang lett többek között a Flúgos futam, a Süsü keselyűk, a Penelope Pitstop, a Hupikék törpikék, a Borzas brumi brancs rajzfilm sorozatokban, de ő volt a Hupikék törpikék főgonoszának, Hókuszpóknak is az eredeti angol nyelvű hangja. A Disneynél a Micimackó filmekben nyújtott teljesítményéért Grammy díjat kapott. Ő kölcsönözte hangját Tigris alakjának. Micimackó televíziós adaptációjában már  Jim Cummings kapta meg ezt a szerepet. Paul utolsó szereplése Tigris hangjaként az A Valentine for You c. filmben volt. Ő alakította a Gumimacik című televíziós sorozatban Zummi Gummi hangját, majd 1976-ban, a Rózsaszín párducban, Fearless Freddy-t is.

## Élő műsorok
1956-ban Winchell gyakran volt vendégszereplő – sokszor Mahoney-val együtt –   a What is my line? című sorozatban. Egyéb szereplései: The Beverly Hillbillies, The Lucy Show, The Dick Van Dyke show, Dan Raven, valamint a The Brady Brunch. 1963-ban saját magát alakította Az első benyomásod című NBC játékshow-ban. Shari Lewis hasbeszélővel együtt jelent meg a Love, American Style című produkcióban, ahol két hasbeszélőt alakítottak, akik bábujukon keresztül mutatkoznak be egymásnak.

## A Winchell-Mahoney Time
Winchell legismertebb televíziós show-ja a Winchell-Mahoney Time (1965–1968). A gyermekshow szövegeit Winchell akkori felesége, Nina Russel írta. Winchell  több szereplőt játszott a sorozatban, pl: Bütyökfej apját, Csontfejet. Ő alkotta meg a sorozat egyik bábuját, Oswaldot, akit saját kezűleg készített el. Ennek különlegessége az előre-hátra mozgó száj volt. A show producere a Los Angeles-i KTTV volt. 1989-ben Winchell beperelte a Metromediát, ami akkorra már megvásárolta a Fox tévéállomásokat, így megalapozva a Fox Networköt. A per tárgya 288 videókazetta joga volt. A per megnyertével Winchell 17,8 millió dollárt kapott, valamint a Metromedia megsemmisítette a kazettákat.

## Az orvoslás
Winchellt érdekelte az orvoslás, így tanult a Columbia egyetem előkészítőjén. Diplomáját az akupunktúra terén nyerte el, így lett akupunktőr. Hipnotizőrként is dolgozott a hollywoodi Gibbs Intézetben.

## Halála
Winchell 2005. június 24-én hunyt el 82 éves korában, természetes halállal. Testét elhamvasztották, hamvait szétszórták.

## További információ
- Paul Winchell a PORT.hu-n (magyarul)
- Paul Winchell az Internetes Szinkronadatbázisban (magyarul)
- Paul Winchell az Internet Movie Database-ben (angolul)
- Paul Winchell a Rotten Tomatoeson (angolul)
- Paul Winchell az AlloCiné weboldalán (franciául)

## Fordítás
- Ez a szócikk részben vagy egészben  a   Paul Winchell című angol Wikipédia-szócikk fordításán alapul.  Az eredeti cikk szerkesztőit annak laptörténete sorolja fel. Ez a jelzés csupán a megfogalmazás eredetét és a szerzői jogokat jelzi, nem szolgál a cikkben szereplő információk forrásmegjelöléseként.